# El Salvador a la Copa del Món de futbol
Aquest és el registre dels resultats del Salvador a la Copa del Món. El Salvador, encara que ha disputat dues vegades la fase final, no ha guanyat mai el campionat.

## Resum d'actuacions
Campions      Finalistes      Tercers      Quarts
| Historial a la Copa del Món | Historial a la Copa del Món | Historial a la Copa del Món | Historial a la Copa del Món | Historial a la Copa del Món | Historial a la Copa del Món | Historial a la Copa del Món | Historial a la Copa del Món | Historial a la Copa del Món |
| Edició                      | Ronda                       | Posició                     | PJ                          | PG                          | PE                          | PP                          | GF                          | GC                          |
| --------------------------- | --------------------------- | --------------------------- | --------------------------- | --------------------------- | --------------------------- | --------------------------- | --------------------------- | --------------------------- |
| 1930                        | No hi participà             | No hi participà             | No hi participà             | No hi participà             | No hi participà             | No hi participà             | No hi participà             | No hi participà             |
| 1934                        | Es retirà                   | Es retirà                   | Es retirà                   | Es retirà                   | Es retirà                   | Es retirà                   | Es retirà                   | Es retirà                   |
| 1938                        | No hi participà             | No hi participà             | No hi participà             | No hi participà             | No hi participà             | No hi participà             | No hi participà             | No hi participà             |
| 1950                        | No hi participà             | No hi participà             | No hi participà             | No hi participà             | No hi participà             | No hi participà             | No hi participà             | No hi participà             |
| 1954                        | No hi participà             | No hi participà             | No hi participà             | No hi participà             | No hi participà             | No hi participà             | No hi participà             | No hi participà             |
| 1958                        | No hi participà             | No hi participà             | No hi participà             | No hi participà             | No hi participà             | No hi participà             | No hi participà             | No hi participà             |
| 1962                        | No hi participà             | No hi participà             | No hi participà             | No hi participà             | No hi participà             | No hi participà             | No hi participà             | No hi participà             |
| 1966                        | No hi participà             | No hi participà             | No hi participà             | No hi participà             | No hi participà             | No hi participà             | No hi participà             | No hi participà             |
| 1970                        | Primera ronda               | 16s                         | 3                           | 0                           | 0                           | 3                           | 0                           | 9                           |
| 1974                        | No es classificà            | No es classificà            | No es classificà            | No es classificà            | No es classificà            | No es classificà            | No es classificà            | No es classificà            |
| 1978                        | No es classificà            | No es classificà            | No es classificà            | No es classificà            | No es classificà            | No es classificà            | No es classificà            | No es classificà            |
| 1982                        | Primera ronda               | 24s                         | 3                           | 0                           | 0                           | 3                           | 1                           | 13                          |
| 1986                        | No es classificà            | No es classificà            | No es classificà            | No es classificà            | No es classificà            | No es classificà            | No es classificà            | No es classificà            |
| 1990                        | No es classificà            | No es classificà            | No es classificà            | No es classificà            | No es classificà            | No es classificà            | No es classificà            | No es classificà            |
| 1994                        | No es classificà            | No es classificà            | No es classificà            | No es classificà            | No es classificà            | No es classificà            | No es classificà            | No es classificà            |
| 1998                        | No es classificà            | No es classificà            | No es classificà            | No es classificà            | No es classificà            | No es classificà            | No es classificà            | No es classificà            |
| 2002                        | No es classificà            | No es classificà            | No es classificà            | No es classificà            | No es classificà            | No es classificà            | No es classificà            | No es classificà            |
| 2006                        | No es classificà            | No es classificà            | No es classificà            | No es classificà            | No es classificà            | No es classificà            | No es classificà            | No es classificà            |
| 2010                        | No es classificà            | No es classificà            | No es classificà            | No es classificà            | No es classificà            | No es classificà            | No es classificà            | No es classificà            |
| 2014                        | No es classificà            | No es classificà            | No es classificà            | No es classificà            | No es classificà            | No es classificà            | No es classificà            | No es classificà            |
| 2018                        | No es classificà            | No es classificà            | No es classificà            | No es classificà            | No es classificà            | No es classificà            | No es classificà            | No es classificà            |
| 2022                        | No es classificà            | No es classificà            | No es classificà            | No es classificà            | No es classificà            | No es classificà            | No es classificà            | No es classificà            |
| 2026                        | Pendent                     | Pendent                     | Pendent                     | Pendent                     | Pendent                     | Pendent                     | Pendent                     | Pendent                     |
| 2030                        | Pendent                     | Pendent                     | Pendent                     | Pendent                     | Pendent                     | Pendent                     | Pendent                     | Pendent                     |
| 2034                        | Pendent                     | Pendent                     | Pendent                     | Pendent                     | Pendent                     | Pendent                     | Pendent                     | Pendent                     |
| Total                       | Primera fase                | Primera fase                | 6                           | 0                           | 0                           | 6                           | 1                           | 22                          |

## Mèxic 1970

### Primera fase: Grup 1
| Pos | Equip          | PJ | PG | PE | PP | GF | GC | DG | Pts | Classificació           |
| --- | -------------- | -- | -- | -- | -- | -- | -- | -- | --- | ----------------------- |
| 1   | Unió Soviètica | 3  | 2  | 1  | 0  | 6  | 1  | +5 | 5   | Avança a la segona fase |
| 2   | Mèxic          | 3  | 2  | 1  | 0  | 5  | 0  | +5 | 5   | Avança a la segona fase |
| 3   | Bèlgica        | 3  | 1  | 0  | 2  | 4  | 5  | −1 | 2   |                         |
| 4   | El Salvador    | 3  | 0  | 0  | 3  | 0  | 9  | −9 | 0   |                         |

| Bèlgica                              | 3–0     | El Salvador |
| ------------------------------------ | ------- | ----------- |
| Van Moer 12', 54' · Lambert 76' (p.) | Informe |             |

| Mèxic                                           | 4–0     | El Salvador |
| ----------------------------------------------- | ------- | ----------- |
| Valdivia 45', 46' · Fragoso 58' · Basaguren 83' | Informe |             |

| Unió Soviètica    | 2–0     | El Salvador |
| ----------------- | ------- | ----------- |
| Bixovets 51', 74' | Informe |             |

## Espanya 1982

### Primera fase: Grup 3
| Pos | Equip       | PJ | PG | PE | PP | GF | GC | DG  | Pts | Classificació           |
| --- | ----------- | -- | -- | -- | -- | -- | -- | --- | --- | ----------------------- |
| 1   | Bèlgica     | 3  | 2  | 1  | 0  | 3  | 1  | +2  | 5   | Avança a la segona fase |
| 2   | Argentina   | 3  | 2  | 0  | 1  | 6  | 2  | +4  | 4   | Avança a la segona fase |
| 3   | Hongria     | 3  | 1  | 1  | 1  | 12 | 6  | +6  | 3   |                         |
| 4   | El Salvador | 3  | 0  | 0  | 3  | 1  | 13 | −12 | 0   |                         |

| Hongria                                                                                            | 10–1    | El Salvador        |
| -------------------------------------------------------------------------------------------------- | ------- | ------------------ |
| Nyilasi 4', 83' · Pölöskei 11' · Fazekas 23', 54' · Tóth 50' · L. Kiss 69', 72', 76' · Szentes 70' | Informe | Ramírez Zapata 64' |

| Bèlgica   | 1–0     | El Salvador |
| --------- | ------- | ----------- |
| Coeck 19' | Informe |             |

| Argentina                         | 2–0     | El Salvador |
| --------------------------------- | ------- | ----------- |
| Passarella 22' (p.) · Bertoni 52' | Informe |             |